# Обмен населением между Болгарией и Румынией

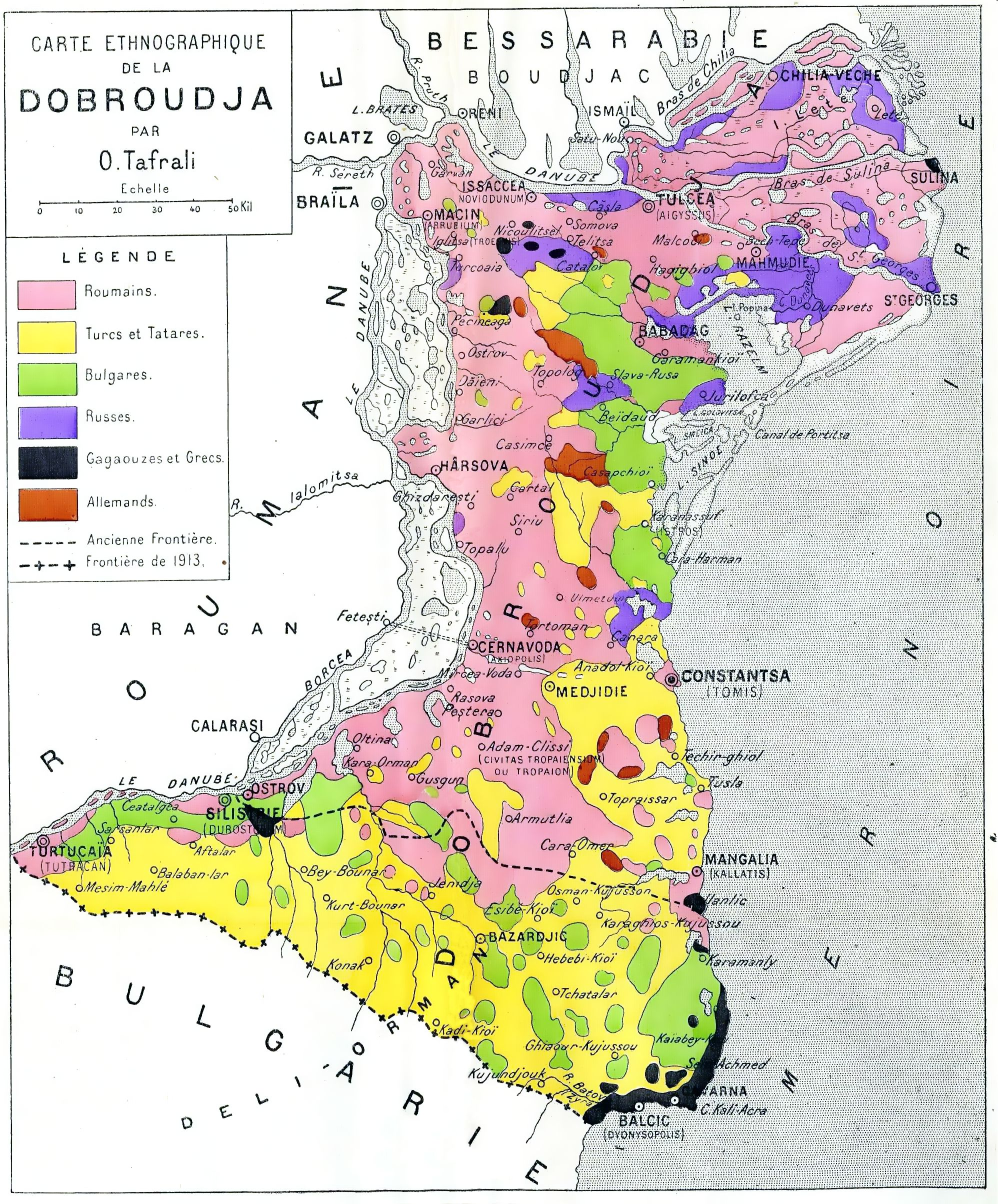
Этнический состав населения Добруджи приблизительно в 1918 году. В течение следующих 20 лет румынские власти проводили политику колонизации Южной Добруджи.

Обмен населением между Болгарией и Румынией произошёл в 1940 году после передачи Южной Добруджи Румынией Болгарии. В ходе него были переселены 103 711 румын, аромунов и мегленитов, проживавших в Южной Добрудже, и 62 278 болгар из Северной Добруджи. По примеру этого случая планировались и другие обмены населением, как, например, в отношении Трансильвании.

## История
В 1913 году Королевство Румыния присоединило к своей территории Южную Добруджу в результате поражения Болгарии во Второй Балканской войне. Ранее, в 1878 году, в состав Румынии уже вошла Северная Добруджа. Утрата Южной Добруджи порождала ревизионистские настроения в Болгарии. В июне 1940 года, после оккупации румынских регионов Бессарабии и Северной Буковины СССР, Румыния искала защиты у стран «оси», которые потребовали у неё для начала решить территориальные споры со своими соседями. Таким образом, 30 августа Румыния по решению Второго Венского арбитража уступила Северную Трансильванию Венгрии, а согласно Крайовскому мирному договору от 7 сентября вернула Южную Добруджу Болгарии.
В отличие от Северной Трансильвании, Южная Добруджа в глазах румынских националистов казалась гораздо менее важной. Так этнических румын, населявших Северную Трансильванию, они призывали оставаться там, а некоторые националисты даже пообещали отвоевать этот регион. В отношении же Южной Добруджи румынские власти настаивали на обмене населением с Болгарией, который и был произведён. В общей сложности 103 711 румын, проживавших в этом регионе, были переселены в Румынию, а 62 278 болгар из Северной Добруджи — в Болгарию. Аромуны, большинство из которых происходили из Греции, считались румынами и поэтому также были переселены. То же самое произошло и с мегленитами из Южной Добруджи, которые обоснавались в селе Черна, заменив собой здешнее болгарское население. Обмен осуществлялся в соответствии с международными законами того времени. Румыния также предложила обменять представителей этнических меньшинств, проживавших за пределами Добруджи в обеих странах, но Болгария не ответила согласием.
В результате обмена населением в Румынии из 21 897 прибывших преимущественно крестьянских семей 11 678 обосновались в Северной Добрудже, а остальные были расселены группами по всей стране, где для них имелась свободная земля.

## Последствия
Обмен населением, воспринятый некоторыми румынскими правительственными деятелями того времени как успех, придал этой идее большую популярность в Румынии. Некоторые видные общественные деятели, такие как Сабин Мануйлэ, высказывались за проведение подобного обмена между Венгрией и Румынией, чтобы тем самым решить трансильванский спор, но ничего подобного так и не произошло.